# Festival interceltique de Lorient 2017
Vous lisez un « bon article » labellisé en 2019.
La 47e édition du Festival interceltique de Lorient est un festival réunissant plusieurs nations celtes du 4 au 13 août 2017 à Lorient, dans le département français du Morbihan en région Bretagne. L'Écosse est la nation invitée, pour la troisième fois de l'histoire du festival, et celui-ci voit la venue de l'ancien Premier ministre écossais Alex Salmond.
Les têtes d'affiches de cette édition sont Tri Yann, Amy Macdonald, The Celtic Social Club, ou encore Hevia. La programmation est assez critiquée pour son manque d'attrait dans les médias, qui relèvent la faible affluence de certains concerts. Les prestations de certains groupes comme Dixebra ou Elephant Sessions sont, quant à elles, mises en avant.
La fréquentation se monte à 750 000 festivaliers, et la diffusion du spectacle de la « nuit magique » à la télévision enregistre 2 250 000 téléspectateurs. Les retombées médiatiques sont estimées à un peu moins de 5 millions d'euros tandis que les retombées économiques pour le pays de Lorient sont estimées à 24 millions d'euros.
L'association qui porte le festival enregistre pour cette édition un bénéfice de 166 668 €, tout en devant faire face à une hausse des coûts liés à la sécurité, et au renflouement du passif hérité de l'édition 2014. Cette hausse des dépenses liées à la sécurisation des différents sites, ainsi que la non-utilisation du parc Jules-Ferry en raison de travaux de réaménagements, entraînent des débats locaux sur les évolutions possibles de la forme du festival, tant sur sa durée que sur son implantation dans la ville.

## Préparation

### Pays invité
L'annonce du pays invité pour l'édition 2017 a lieu le 10 août 2016, lors de l'édition 2016. L'Écosse est alors annoncée, pour la première fois depuis 2007, et pour la troisième fois depuis le début du festival.
Un visuel reprenant des codes culturels de cette nation est dévoilé le 18 janvier 2017. Le motif d'un tartan ainsi que la silhouette d'une grande cornemuse écossaise sont présents sur l'affiche officielle. La forme de la cornemuse est censée représenter un cœur « organe vital, si prompt à battre dès que l'on entend les premières notes de musique » de manière à faire « référence au « cœur battant » des Écossais ». Les motifs sont par la suite repris par les produits dérivés du festival.

### Programmation

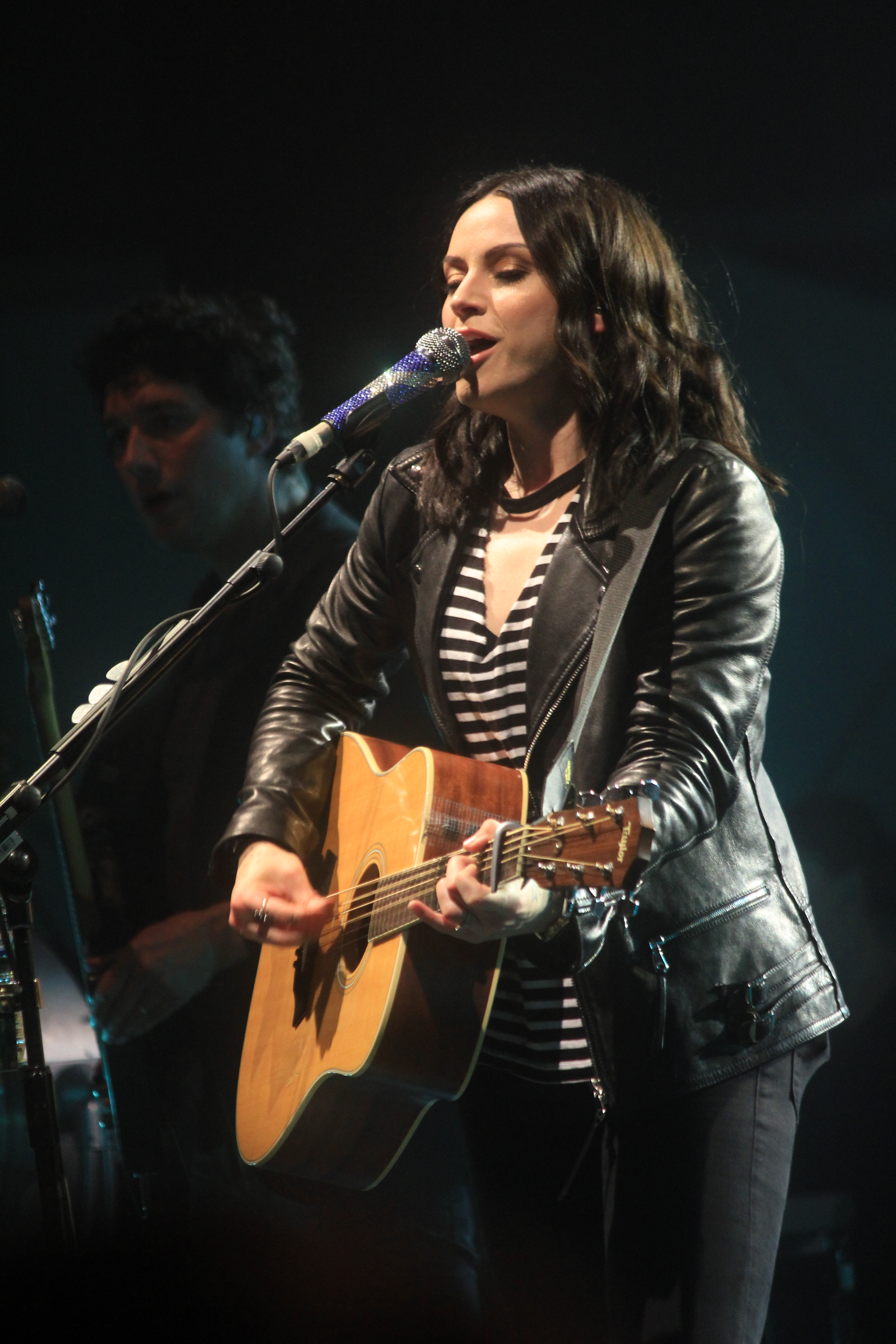
Le concert d'Amy Macdonald est un des moments forts annoncés dans la programmation.

La programmation est dévoilée par Lisardo Lombardía le 6 avril 2017 lors d'une conférence de presse au grand théâtre de Lorient. Des têtes d'affiches comme Tri Yann, Amy Macdonald, le The Celtic Social Club, ou encore Hevia sont alors annoncées. Le journal Le Télégramme parle alors d'édition « sans grosses têtes d'affiche », mais avec « un retour en force des Écossais (300 au total) ». Ouest-France reprend cet aspect de la programmation en listant négativement l'absence de « locomotive » apte à « donner envie à des publics qui ne l'auraient pas prévu, de tenter le déplacement ».
Comme d'autres grands festivals français, le festival interceltique propose un modèle proche du freemium, une partie importante de la programmation étant gratuite et une autre payante.

### Sécurité
La question de la sécurité est étudiée en amont du 47e festival dans un contexte particulier. L'édition précédente s'est déroulée quelques semaines après l'attentat du 14 juillet 2016 à Nice, et des mesures particulières avaient été prises. La municipalité lorientaise a déboursé 80 000 € en équipement de sécurité lors de cette édition . Une baisse de la fréquentation s'était alors faite sentir. 
La prolongation de l'état d'urgence oblige les organisateurs à faire évoluer le dispositif. Les « plots en béton, barrières, contrôles des accès… » sont remplacés par un dispositif plus global ; le centre-ville est alors transformé en fan zone pour un coût supplémentaire annoncé de 340 000 € pour la municipalité. Le détail des mesures est annoncé le 24 juillet : l'accès à l'espace central autour du parc Jules-Ferry est limité à neuf accès. Les défilés comme la « grande parade » et le « Triomphe des sonneurs » voient leurs parcours raccourcis. Le festival double alors la part de son budget alloué à la sécurité (430 000 € et 1 500 personnes).

### Données financières
Le festival est tributaire d'un passif de 580 000 € hérité de l'édition 2014. Un plan d'économie visant un comblement de 120 000 € par édition du festival est alors mis en place, devant être suivi jusqu'en 2020. Une politique de réduction des coûts est ainsi engagée. Le but fixé pour l'édition 2017 est alors de dégager 100 000 € de bénéfices, l'association connaissant toujours un déficit de 377 000 € au 31 décembre 2016.

## Déroulé

### Sites
Contrairement aux autres années, le parc Jules-Ferry, espace habituellement central du festival, est inutilisable en raison de travaux de réaménagement. L'occupation habituelle doit donc être repensée. Une rambla, longeant ce parc et reliant différents sites, est ouverte avant le début de cette édition et permet de faire le lien entre les différents espaces.
Le festival utilise plusieurs infrastructures du centre-ville de Lorient. À l'est des implantations, le stade du Moustoir, son terrain annexe, et le théâtre de Lorient accueillent quotidiennement des spectacles. Au centre du dispositif, le palais des congrès reçoit des spectacles, des expositions, et la plupart des services du festival (point accueil, cellule de presse…) ; la salle Carnot reçoit elle les activités liées à la danse (initiations, fest-noz…). À l'ouest, l'hôtel Gabriel et ses jardins reçoivent des expositions et des activités ponctuelles. Des installations temporaires sont par ailleurs montées pour les besoins du festival, dont les pavillons des nations celtes sur les côtés du palais des congrès, et le long des quais du bassin à flot, ainsi que l'espace Marine en face de l'hôtel Gabriel.
Des évènements sont aussi organisés dans d'autres villes de la communauté d'agglomération Lorient Agglomération. Les villes de Port-Louis et de Lanester accueillent ainsi des défilés en journée ou des concerts en soirée,. Plusieurs établissements d'hébergement pour personnes âgées dépendantes de Lorient Agglomération accueillent aussi ponctuellement des groupes tout au long du festival,.

Principaux sites utilisés
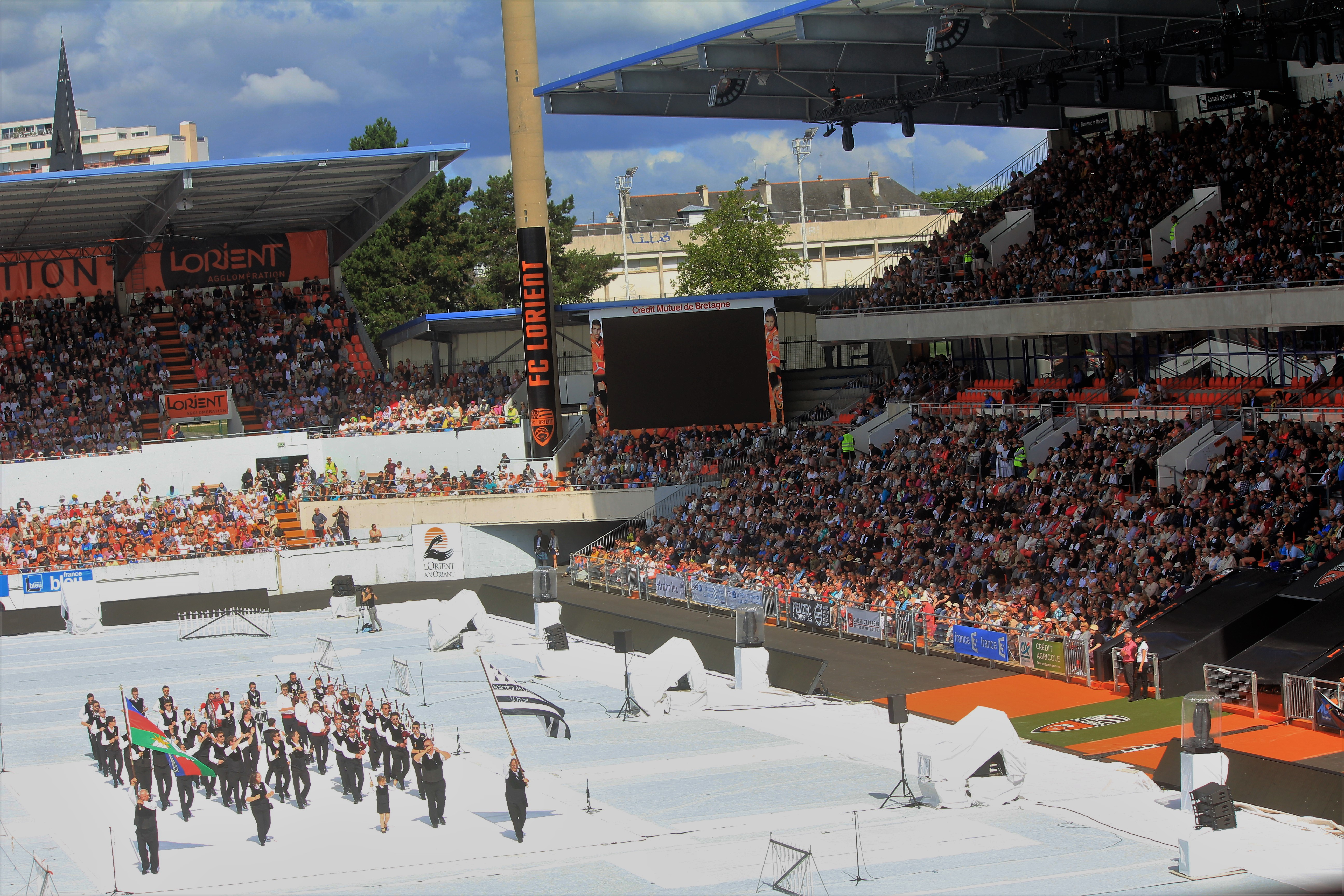
Le stade du Moustoir pendant la grande parade.
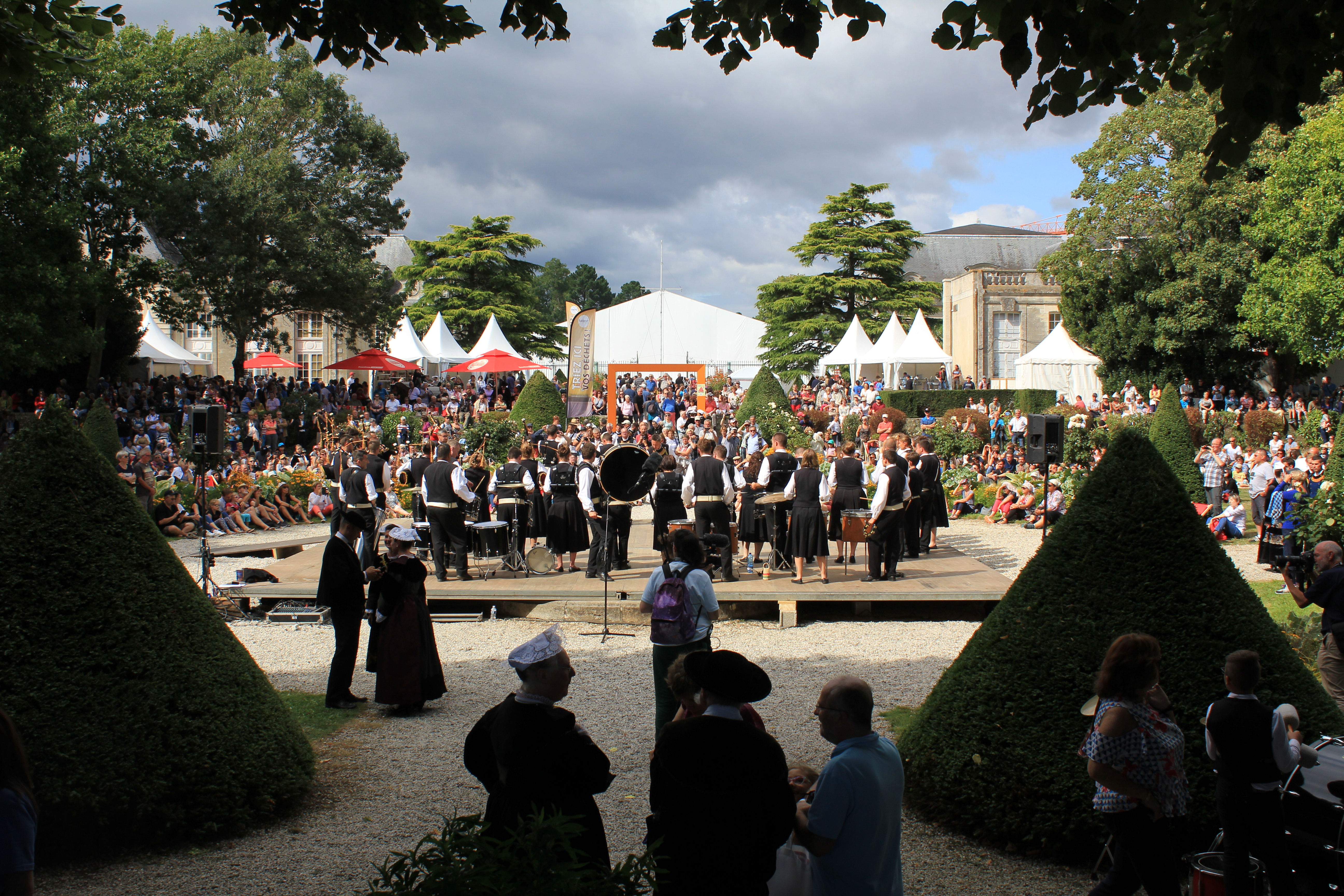
Jardins de l'hôtel Gabriel.
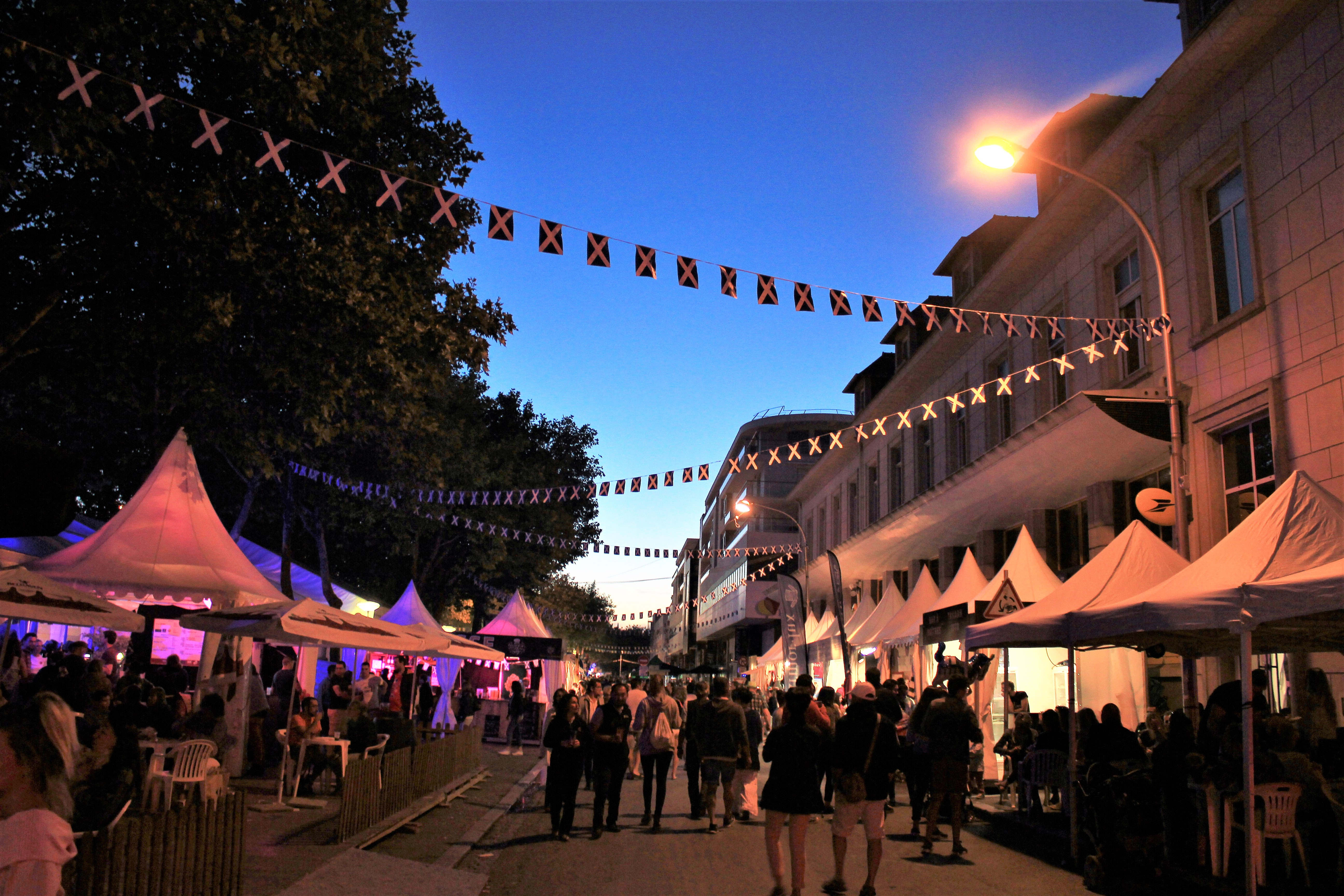
Rue aux abords du palais des congrès.
Quais bordants le bassin à flots.

### Couverture médiatique

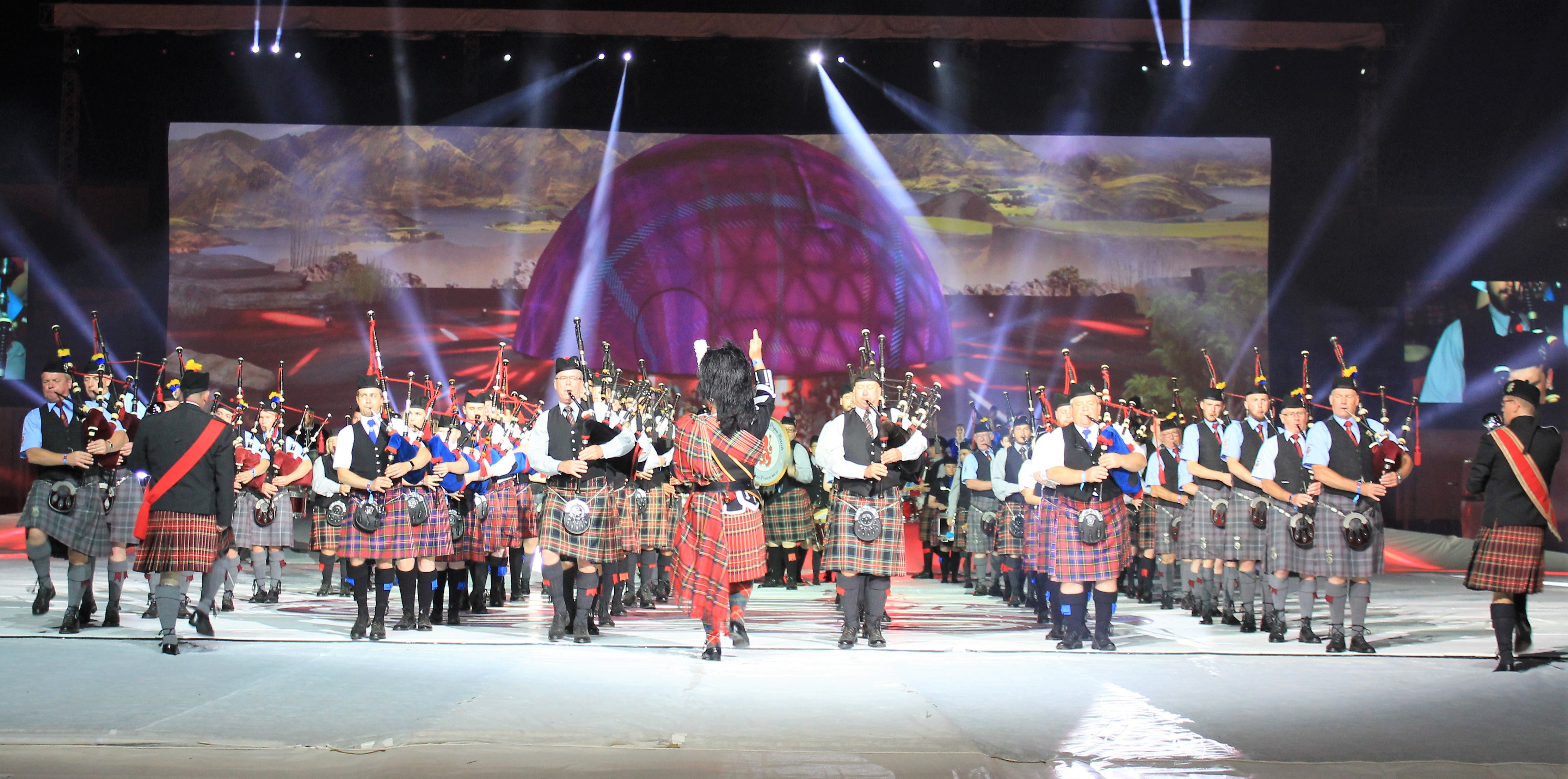
La « nuit interceltique » attire 2250000 téléspectateurs.

Le festival fait l'objet d'une « couverture élargie » par la chaîne de télévision France 3 pendant la durée de l'événement, ainsi que lors de la semaine suivante. Trois spectacles sont ainsi captés puis diffusés par la chaîne, dont un en prime time. Le dimanche 6 août, des extraits de la « Grande Parade » sont diffusés et commentés par Yann Queffélec et Christophe Guyomard ; celle-ci est intégralement diffusée le 20 août. Le dimanche 13 août, la « nuit interceltique » commentée par Cyril Féraud regroupe 2 250 000 téléspectateurs, soit 12,7 % de part de marché. La chaîne assure par ailleurs 3 heures de direct par jour, en diffusant les concerts organisés au quai de la Bretagne.
Les retombées médiatiques de cette édition sont étudiées par la société « CiSION ». Le total en « équivalent publicitaire » des couvertures de la presse écrite, de la télévision et de la radio représente 4 795 576 €, dont 2 966 969 € pour les médias nationaux, le reste étant constitué par les médias internationaux et régionaux.

### Concours
Les concours de solistes récompensent lors de cette édition Jaime Álvarez Fernández (Trophée Mac Crimmon de gaïta), Fred Morrison (Trophée Mac Crimmon de Highland Bagpipe), Matthieu Le Compagnon (Trophée Botuha), Andrew Carlisle (Concours International de Pibroc'h), Iñaki Santianes (Kitchen Music Lancelot), Julien Dréo (Concours accordéon), et Morgane Grégory (Trophée de harpe celtique Camac).

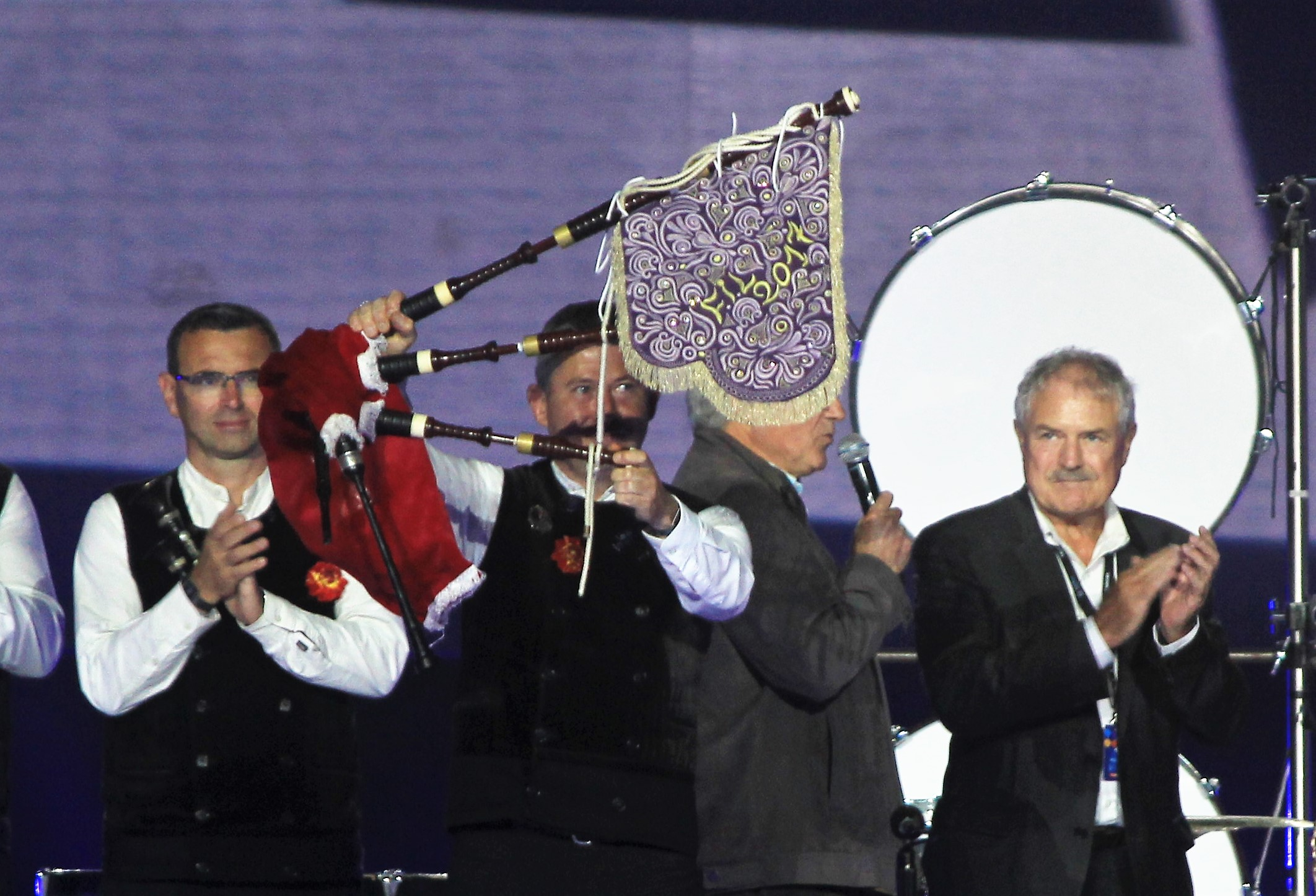
Le Bagad Cap Caval remporte le championnat national des bagadoù 2017 lors du festival.

Plusieurs concours de groupes sont organisés. Le 28e « trophée Matilin an Dall » regroupe des couples de sonneurs, jugés par cinq juges au palais des congrès. Il est remporté par les vainqueurs de l'édition 2016, Mathieu Messager-Gilles Léhart. Ils devancent Yann-Ewen L'haridon-Yves Nedeleg (2e), Fabien Le Bris-Mikael Macé (3e, et Yannick Martin-Daniel Moign (4e). Un prix du public est décerné à Mikael Jouanno-Cédric Le Bozec. Le « Trophée de Musique Celtique Loïc Raison » rassemble 15 participants sélectionnés lors de l'année par des concours qualificatifs. Ceux-ci passent tous les soirs de la semaine. Les quatre finalistes jouent le second samedi du concours. Taouk Trio (Bretagne) s'impose face à Arcanadh (Irlande), Talskan (Bretagne) et Elfen (Pays de Galles).
Le Championnat International Greatness de Pipe Band distingue Roñsed-Mor en MSR, Prince Charles Pipe Band en medley, et Banda de Música de Candás en batteries. Le championnat national des bagadoù 2017 voit le Bagad Kemper remporter l'épreuve de Lorient, et le Bagad Cap Caval s'imposer au général.

### Concerts

#### Espace Marine

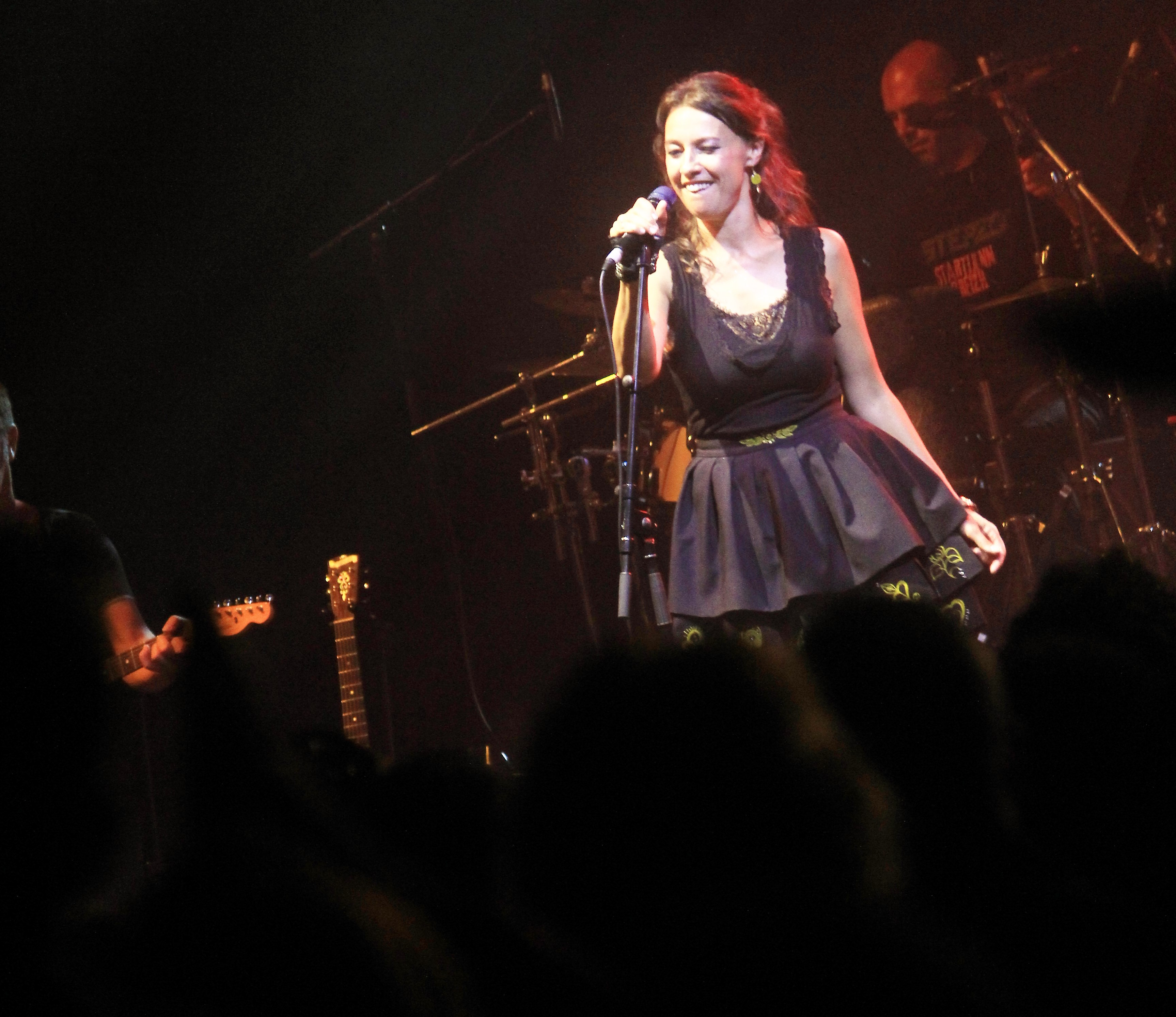
La chanteuse bretonne Gwennyn assure la première partie d'Amy Macdonald.

Tri Yann assure le dimanche 6 août un concert « complètement déjantés » devant plusieurs milliers de spectateurs, en reprenant des morceaux comme Tri martolod ou le Bro gozh ma zadoù. Le lendemain lors de la « Grande nuit de l'Écosse », des groupes récents comme Talisk ou Breabach, respectivement vainqueurs du Young Folk Award en 2015 et du Scots Trad Music Awards 2016, y côtoient Capercaillie. Ouest-France pointe cependant les spectateurs « trop sages » et « pas à la hauteur [du] talent [des musiciens] ». Le jeudi 10 août, « Honneur au Fest noz » marque le cinquième anniversaire de l'inscription du Fest-noz au Patrimoine culturel immatériel de l'UNESCO ; l'Orchestre symphonique de Bretagne accompagné de Hamon/Martin et d'Annie Ebrel produit un « spectacle grandiose » aboutissant à une « grosse ovation » du public. Le vendredi 11 août, le spectacle « séduisant » de Gwennyn sert de première partie au concert d'Amy Macdonald, « intense et parfaitement orchestré ».
Plusieurs concerts rencontrent un succès de la part des médias, mais peine à trouver leurs publics. Le samedi 5 août, José Ángel Hevia puis The Celtic Social Club jouent dans un « pavillon […] à demi-rempli seulement » malgré un spectacle « extrêmement efficace » selon Le Peuple breton. Le concert de Dixebra précédé de The Black Yard Devils le mardi 8 août se tient dans une salle comptant « presque plus de gens sur scène que dans la scène ». « Problème de programmation. Les deux groupes ne sont pas connus du public », la prestation des deux groupes est bien jugée par les journalistes de Ouest-France, qui ont « l’impression d’assister à un concert privé. C’était très fort ». Altan fête ses 30 ans de carrière avec Luar na Lubre en première partie dans une salle dont les « rangs sont clairsemés ».

#### Grand Théâtre
Le théâtre de Lorient accueille plusieurs créations artistiques lors du festival. La « soirée d’Ouverture Écosse » regroupe le samedi 5 août quatre jeunes chanteurs et groupes écossais, dont Mischa MacPherson et Elephant Sessions qui se font remarquer. « Regard de Breizh » de l'ensemble brestois Nautilis fournit un accompagnement jazz aux photos de Guy Le Querrec. Le bagad Cap Caval a l'occasion de représenter son spectacle « Tan De’i » le 8 août, accompagné de la  jeune scène bretonne. Sam Lee présente, quant à lui, « L'esprit des voyageurs » le 11 août.

#### Pavillons des nations celtes

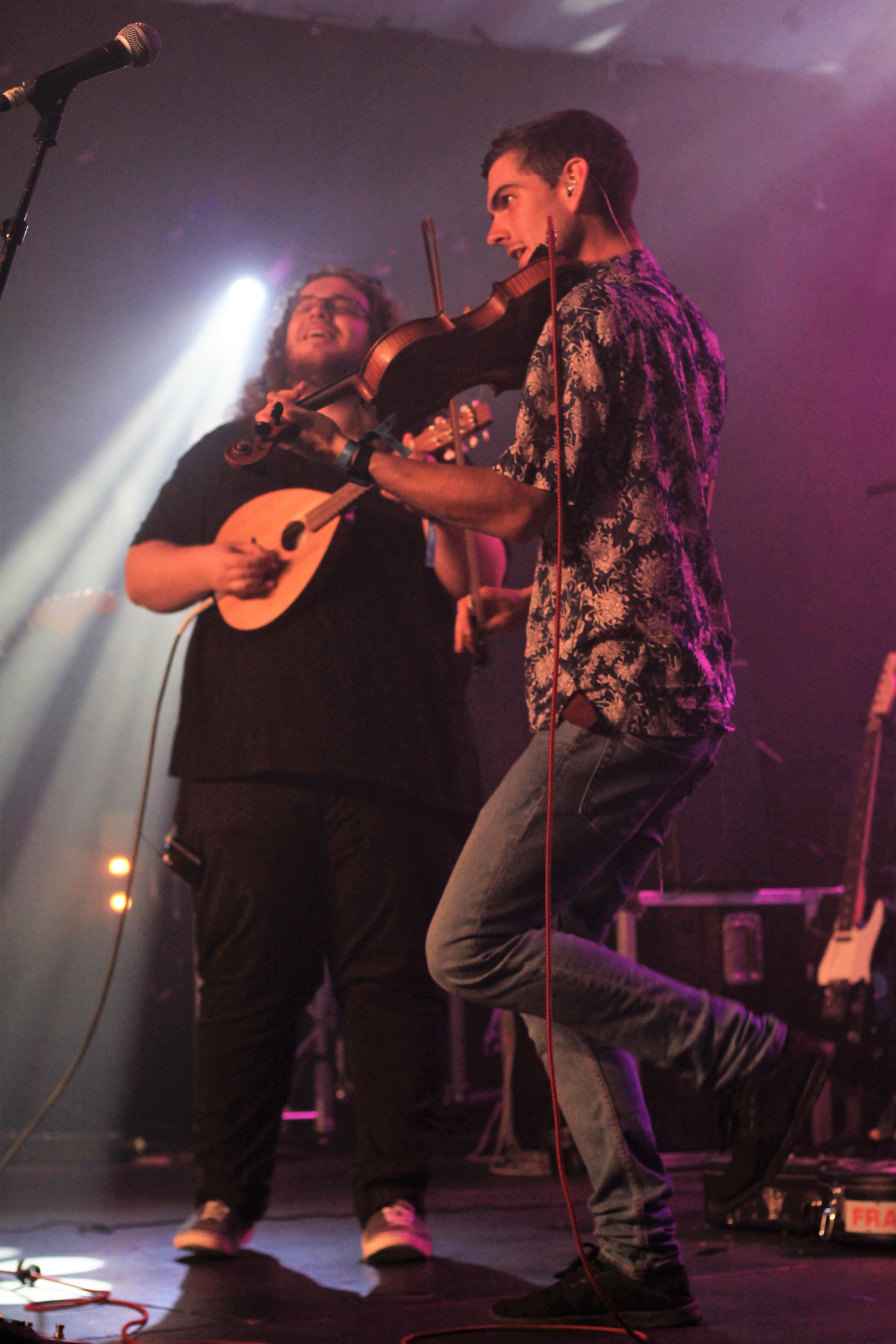
Le groupe écossais Elephant Sessions se fait remarquer par plusieurs critiques.

L'espace Bretagne diffuse pour la première fois des vidéos des concerts en temps réel sur internet. Au moins 180 000 vues par jour avec des pointes de 1 000 vues en simultané sont ainsi enregistrées.
Le pavillon écossais est le plus important en surface des pavillons des nations celtes. Le groupe Elephant Sessions qui est un des pensionnaires du pavillon est l'une des découvertes de cette édition. Le magazine Rolling Stone juge que l'ensemble a « enflammé la tente du pays invité et a ravi un public totalement acquis à sa cause », et Ouest-France leur attribue une « mention spéciale » au sein de la programmation de cet espace, où ils « ont ravi le public à chacun de leur passage »,.
Au pavillon irlandais, les prestations de groupes comme The Young Fenians de Lorient ou les Sons of O'Flaherty de Vannes sont remarquées par les médias. La programmation du lieu est qualifiée par Ouest-France d'« incroyable cohorte de danseuses irlandaises, des musiciens aux p'tits oignons ».
Le pavillon de l'Acadie est qualifié d'« étape incontournable lors d'une soirée au quai des Pays celtes » par Le Télégramme, et met en avant le groupe Seconde Nation qui « mettent carrément le feu » lors de leurs concerts. Le groupe est qualifié de « quatuor sérieusement délirant » par Ouest-France.

#### « Festival off »
Les Roosters est l'un des groupes qui se fait remarquer lors de cette édition. La place Polig Monjarret et ses bars sont qualifiés de « sans doute le site le plus festif avec les Quais des Indes et de Bretagne » par Ouest-France et d'« autre coeur du festival » par Le Télégramme, qui met par ailleurs en avant « La Taverne du roi Morvan » comme lieu « dont la réputation n'est plus à faire ».

### Grande parade
La matinée du dimanche 6 août voit l'organisation de la « Grande parade des nations celtes ». Celle-ci part des abords du port de pêche de Keroman pour rejoindre le stade du Moustoir, en passant par la rue de Carnel, l'avenue de la Marne et la rue Jean Le Coutaller. Elle regroupe 69 groupes de danses et de musiques venant des différentes nations celtes, pour un total de 3 500 participants. Au total, 70 000 spectateurs sont dénombrés lors de celle-ci, dont 11 000 entrées payantes dans le stade du Moustoir.
La Grande parade donne lieu à une captation par France 3, commentée par Yann Queffélec et Christophe Guyomard, et intégralement diffusée le 20 août. La Compagnie de transport de la région lorientaise met aussi un dispositif en place, en ouvrant des parkings dans les villes voisines pour relier Lorient via les lignes de bus et bateaux, et en augmentant le service pendant toute la journée.

### Autres activités

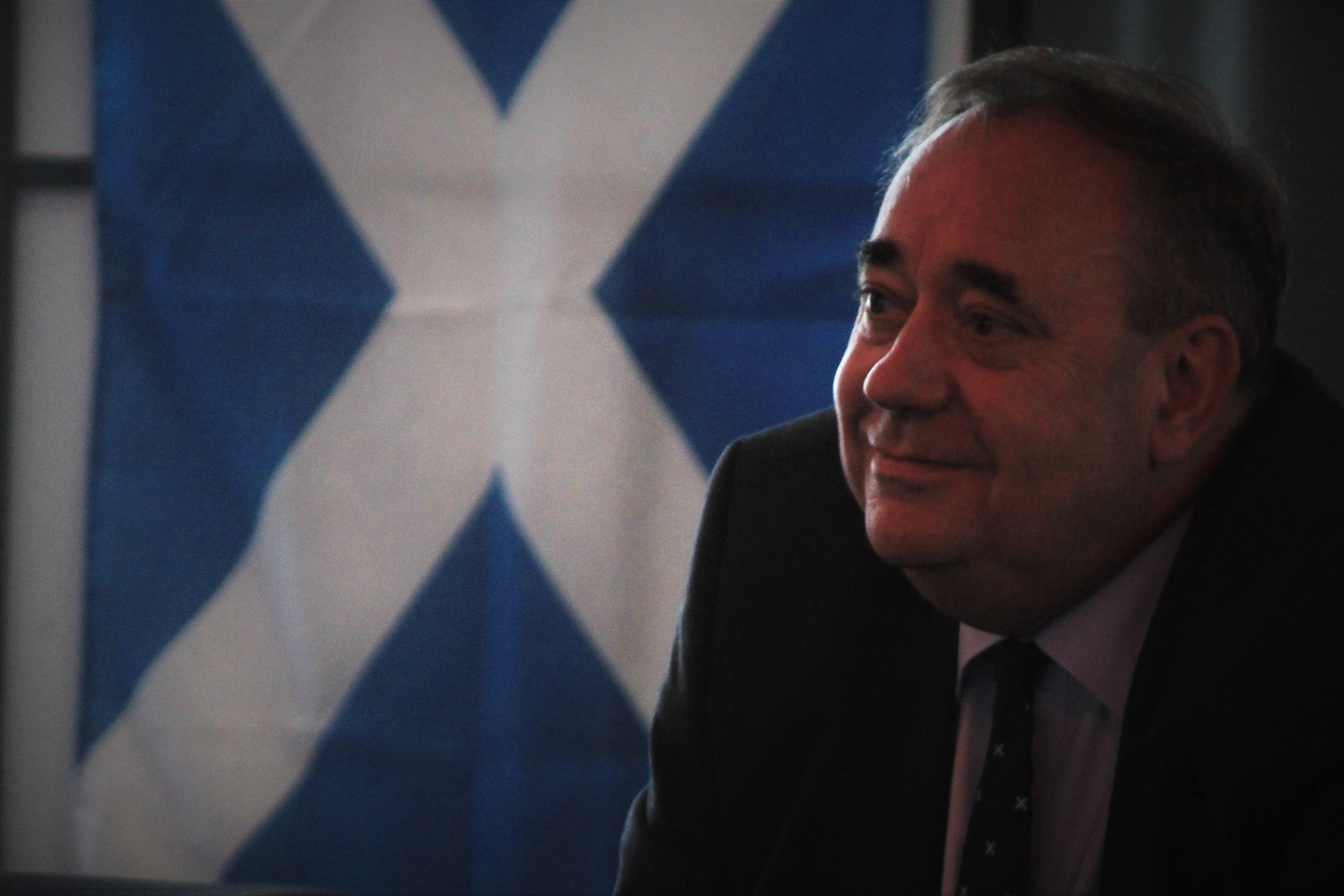
L'ancien Premier ministre écossais Alex Salmond lors de la conférence sur les conséquences du Brexit.

Le festival accueille la ministre de la culture du gouvernement écossais, Fiona Hyslop, ainsi que l'ancien Premier ministre écossais Alex Salmond pour une conférence sur les conséquences du Brexit pour l'Écosse,. La ville accueille par ailleurs une exposition de la Prestonpans Tapestry, tapisserie inspirée de celle de Bayeux et couvrant la Bataille de Prestonpans.
La parade maritime de la « Route de l'amitié » est accueillie pour la seconde fois par le festival, et rassemble une cinquantaine de navires dans le port de plaisance de Lorient.

## Bilans

### Fréquentation

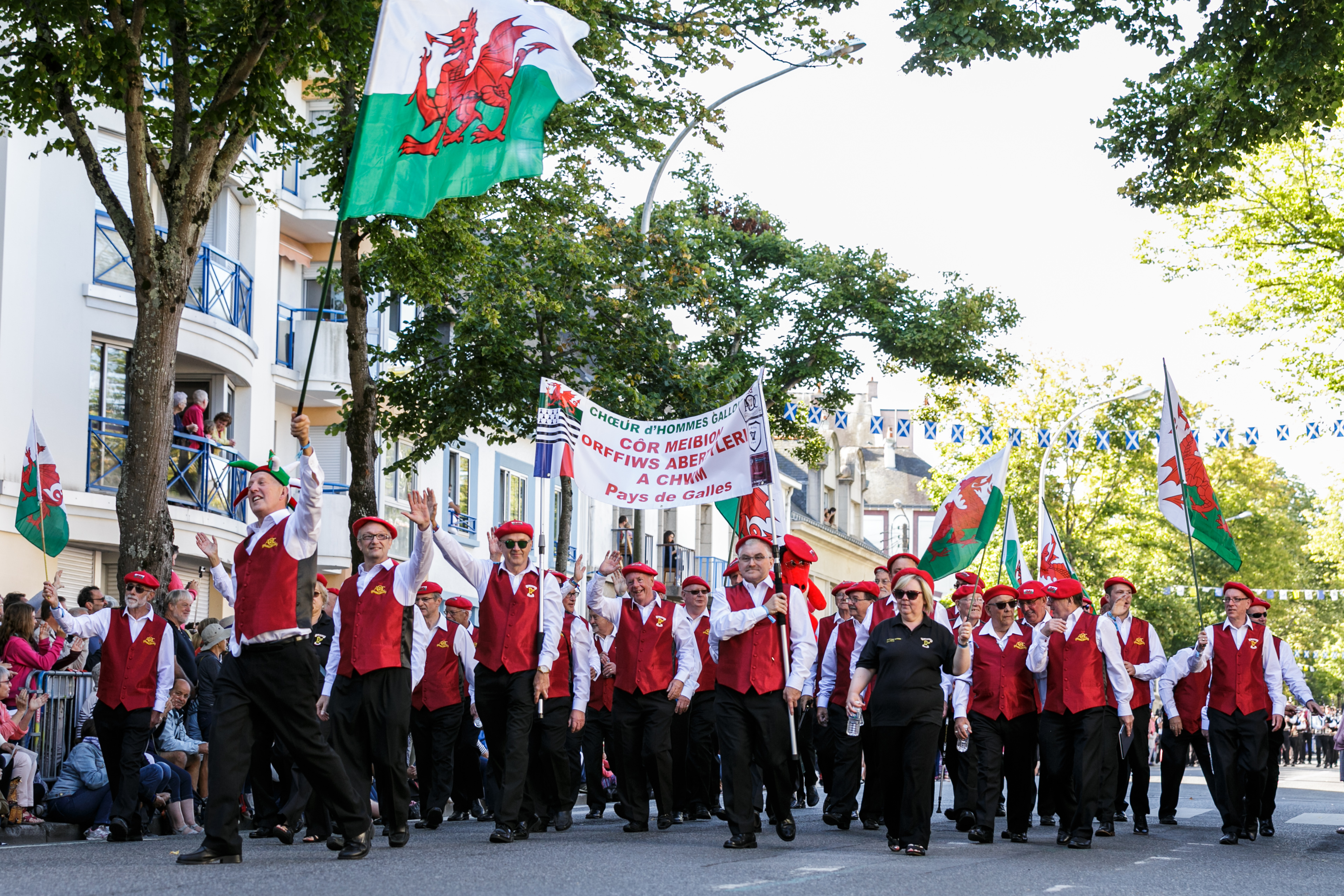
La « Grande parade » attire environ 70000 spectateurs.

Les organisateurs du festival communiquent le chiffre de 750 000 festivaliers présents lors de l'édition 2017. 68 000 badges d'accès et 81 000 places de concerts sont vendus lors des dix jours. Dans le détail, cinq concerts ont par ailleurs affiché complet (Cotriade, la Soirée d’Ouverture, la Grande Nuit de l’Écosse, ainsi que les Grandes Soirées de la Cornemuse et de la Harpe). 70 000 spectateurs ont été dénombrés lors de la Grande Parade, dont 11 000 dans le stade du Moustoir.  34 000 spectateurs ont assisté aux Nuits Interceltiques, 3 000 aux concerts de Tri Yann, ainsi que d'Amy Macdonald.
En dehors du festival, d'autres acteurs locaux enregistrent une fréquentation accrue. La Compagnie de transport de la région lorientaise indique avoir connu une hausse de 14 % en semaine, et de 25 % le dimanche 6 août, date de la Grande parade.

### Données économiques
Le festival se hisse au premier rang des évènements organisés dans le pays de Lorient, avec des retombées économiques dépassant légèrement celles générées par le FC Lorient lors de la saison 2016-2017. Il génère ainsi 24 millions d'euros de dépenses localement, contre 21,7 millions d'euros pour une saison du FC Lorient, et attire 58 % de visiteurs extérieurs au département, générant ainsi des retombées dans le domaine de l'hébergement. La richesse créée par le festival est estimée lors de cette édition à 12,9 millions d'euros, contre 12 millions d'euros pour une saison du FC Lorient. Les festivaliers dépensent en moyenne 84 € par personne,.
Le bilan financier de cette édition est publié lors de l'assemblée générale du 26 mai 2018. Un exercice positif de 166 668 € est enregistré, porté par les résultats des bars et de la restauration. Le festival enregistre ainsi son troisième exercice positif consécutif. Le passif est alors ramené à 228 554 €, avec comme objectif affiché de rembourser en totalité la dette de l'association à l'horizon 2020.

### Évolutions annoncées
La municipalité annonce fin juin 2017 vouloir engager une réflexion avec les organisateurs à l'automne 2017, concernant l'évolution du format du festival (travaux du parc Jules Fery, durée du festival…). Il est alors question selon la presse régionale de raccourcir à « 8 voire 7 jours » la durée du festival pour les éditions à venir. Cette réduction est écartée par le directeur du FIL, Lisardo Lombardía ; citant l'exemple du Festival de Cornouaille dont la réduction de la durée en 2011 s'est accompagnée d'une importante baisse de fréquentation, il affirme alors « Si on baisse la durée, nous mourons ». Un mécène du festival avance lui la solution d'un festival s'étalant au contraire sur plusieurs semaines, mais à la programmation moins dense, citant l'exemple du festival Jazz in Marciac. Le maire de Lorient Norbert Métairie annonce cependant à l'issue de cette édition qu'il n'est « pas demandeur de raccourcir le Fil ».
Les relations entre le festival et les cafetiers sont aussi évoquées. Le président du festival Guy Gestin estimant que la programmation musicale éloignée de la musique celtique de certains bars est « une concurrence déloyale ». L'idée de l'instauration d'une « charte artistique » est alors avancée. Des commerçants du centre-ville regrettent aussi le périmètre resserré autour du parc Jules Ferry, n'apportant pas de hausse de leur activité lors de la période festivalière.

## Discographie
L'édition 2017 du festival voit l'édition de plusieurs disques. Des captations réalisés pendant des compétitions ou des concerts sont publiés dans les mois suivant le festival.
- 2017 : Festival interceltique de Lorient 47ème Edition Ecosse (Coop Breizh)| No  | Titre                                                                               | Durée |
| --- | ----------------------------------------------------------------------------------- | ----- |
| 1.  | Amy Macdonald : Dream On                                                            | 3:20  |
| 2.  | Altan : Má Théann Tú 'un Aonaigh                                                    | 2:37  |
| 3.  | Runrig : The Story                                                                  | 5:28  |
| 4.  | Elephant Sessions : Ainya's                                                         | 4:14  |
| 5.  | Hevia : Asturias cha, cha, cha                                                      | 6:17  |
| 6.  | The Celtic Social Club : When you need someone                                      | 4:00  |
| 7.  | Trim : Fandango                                                                     | 2:10  |
| 8.  | The Backyard Devils : How mountain girls can love                                   | 3:04  |
| 9.  | Donald Show : Horizon Theme                                                         | 2:46  |
| 10. | Hamon-Martin, Annie Ebrel, et l'Orchestre symphonique de Bretagne : Ton Simpl Plinn | 5:10  |
| 11. | Sam Lee : Lovely Molly                                                              | 5:18  |
| 12. | Hò-Rò : Zelda's Dragon                                                              | 4:47  |
| 13. | Tri Yann : La bonne fam au courti                                                   | 3:31  |
| 14. | Burum : Y Gwydr Glas (Er Cof Am Y Bardd Nigel Jenkins)                              | 5:02  |
| 15. | The Grenaways : Skath Vyghan                                                        | 2:38  |
| 16. | Birlinn Jiarg : End of the world                                                    | 2:40  |
| 17. | Cap Caval : Kastez Bignan                                                           | 4:53  |
| 18. | Hat Fitz and Cara Robinson : ShakeDown                                              | 3:56  |

- 2018 : Plantec - Live au Festival Interceltique de Lorient (Fury Breizh)| No  | Titre               | Durée |
| --- | ------------------- | ----- |
| 1.  | Red an amzer        | 6:15  |
| 2.  | Croissant de letiez | 5:06  |
| 3.  | Speedwell           | 4:57  |
| 4.  | Linelis             | 5:24  |
| 5.  | Tennder             | 7:18  |
| 6.  | Liamm               | 6:31  |
| 7.  | Koun                | 2:46  |
| 8.  | Nerzh               | 5:21  |
| 9.  | Hent ar vuhez       | 5:14  |
| 10. | No chistrou         | 6:57  |
| 11. | Hep harz            | 6:21  |
| 12. | Feulz               | 6:45  |
- 2018 : Championnat des bagadou Lorient 2017 (Sonerion)
- CD 1
  1. Bagad Sant Nazer
  2. Bagad Cap Caval
  3. Kerlenn Pondi
  4. Bagad Ronsed Mor
  5. Bagad sonerion bro Dregger
- CD 2
  1. Bagad bro Kemperle
  2. Bagad Kemper
  3. Bagad melinerion
  4. Bagad Elven
  5. Bagad quic-en-groigne
- CD 3
  1. Kevrenn alre
  2. Bagad ar Meilhoù glaz
  3. Bagad Brieg
  4. Bagad Penhars
  5. Bagad sonerien an Oriant

## Sources